# جوزيه تورنر

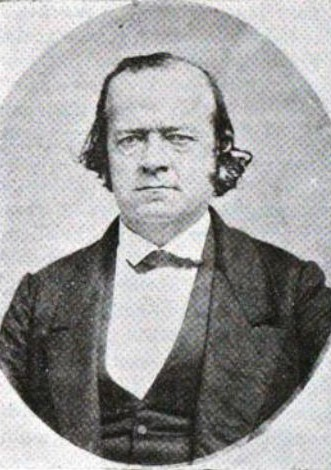
جوزيه تورنر

جوزيه تورنر (بالإنجليزية: Josiah Turner)‏ هو محامي وسياسي أمريكي، ولد في 1821 في هيلزبورو في الولايات المتحدة، وتوفي في 1901. حزبياً، نشط في الحزب الجمهوري. وقد انتخب عضو مجلس ولاية كارولاينا الشمالية وانتخب عضو مجلس نواب كارولينا الشمالية.